# Élections cantonales de 2008 dans l'Hérault
Les élections cantonales de 2008 ont eu lieu les 9 et 16 mars 2008.
Lors de ces élections, 23 des 49 cantons de l'Hérault ont été renouvelés. Elles ont vu la reconduction de la majorité socialiste dirigée par André Vézinhet, président du conseil général depuis 1998.

## Résultats à l'échelle du département
Répartition départementale des résultats (2d tour).
- PCF (1,86 %)
- PS (43,5 %)
- Verts (7,91 %)
- DVG (1,49 %)
- DIV (7,05 %)
- NC (10,32 %)
- UMP (25,8 %)
- DVD (2,06 %)

| Étiquette              | Étiquette                         | Premier tour | Premier tour | Second tour | Second tour | Sièges |
| Étiquette              | Étiquette                         | Voix         | %            | Voix        | %           | Sièges |
| ---------------------- | --------------------------------- | ------------ | ------------ | ----------- | ----------- | ------ |
|                        | Parti socialiste                  | 60 896       | 31,61        | 59 104      | 43,50       | 12     |
|                        | Parti communiste français         | 20 899       | 10,85        | 2 524       | 1,86        | 1      |
|                        | Les Verts                         | 12 645       | 6,56         | 10 753      | 7,91        | 0      |
|                        | Divers gauche                     | 11 332       | 5,88         | 2 027       | 1,49        | 3      |
|                        | Parti radical de gauche           | 827          | 0,43         |             |             |        |
|                        | Extrême gauche                    | 87           | 0,05         |             |             |        |
| Gauche                 | Gauche                            | 106 686      | 55,38        | 74 408      | 54,76       | 16     |
|                        |                                   |              |              |             |             |        |
|                        | Union pour un mouvement populaire | 41 810       | 21,70        | 35 046      | 25,80       | 3      |
|                        | Front national                    | 14 634       | 7,60         |             |             |        |
|                        | Le Nouveau Centre                 | 7 238        | 3,76         | 14 027      | 10,32       | 1      |
|                        | Mouvement démocrate               | 6 947        | 3,61         |             |             |        |
|                        | Divers droite                     | 5 534        | 2,87         | 2 795       | 2,06        | 2      |
| Droite                 | Droite                            | 76 163       | 39,54        | 51 868      | 38,18       | 6      |
|                        |                                   |              |              |             |             |        |
|                        | Divers                            | 9 814        | 5,09         | 9 583       | 7,05        | 1      |
|                        |                                   |              |              |             |             |        |
| Suffrages exprimés     | Suffrages exprimés                | 192 663      | 96,24        | 135 859     | 95,10       |        |
| Votes blancs et nuls   | Votes blancs et nuls              | 7 518        | 3,76         | 7 006       | 4,90        |        |
| Total                  | Total                             | 200 181      | 100          | 142 865     | 100         |        |
| Abstentions            | Abstentions                       | 105 166      | 34,44        | 96 530      | 40,32       |        |
| Inscrits/Participation | Inscrits/Participation            | 305 347      | 65,56        | 239 395     | 59,68       |        |

### Liste des élus
| Canton                  | Conseiller sortant       | Parti ou nuance | Parti ou nuance | Conseiller entrant       | Parti ou nuance | Parti ou nuance |
| ----------------------- | ------------------------ | --------------- | --------------- | ------------------------ | --------------- | --------------- |
| Agde                    | Régis Passerieux         |                 | PS              | Sébastien Frey           |                 | NC              |
| Aniane                  | Manuel Diaz              |                 | PCF             | Manuel Diaz              |                 | PCF             |
| Bédarieux               | Antoine Martinez         |                 | PS              | Antoine Martinez         |                 | PS              |
| Béziers-1               | Georges Fontès           |                 | UMP             | Georges Fontès           |                 | UMP             |
| Béziers-2               | Eliane Bauduin           |                 | PS              | Gérard Gautier           |                 | UMP             |
| Claret                  | Christian Jean           |                 | PS              | Christian Jean           |                 | PS              |
| Florensac               | Michel Gaudy             |                 | PS              | Michel Gaudy             |                 | PS              |
| Frontignan              | Gérard Bouisson          |                 | PCF             | Pierre Bouldoire         |                 | PS              |
| Gignac                  | Louis Villaret           |                 | DVG             | Louis Villaret           |                 | DVG             |
| Lodève                  | Marie-Christine Bousquet |                 | PS              | Marie-Christine Bousquet |                 | PS              |
| Lunas                   | Rémy Paillès             |                 | DVG             | Rémy Paillès             |                 | DVG             |
| Mèze                    | Christophe Morgo         |                 | DIV             | Christophe Morgo         |                 | DIV             |
| Montagnac               | Roger Fages              |                 | DVD             | Roger Fages              |                 | DVD             |
| Montpellier-1           | Michel Guibal            |                 | PS              | Michel Guibal            |                 | PS              |
| Montpellier-2           | Pierre Maurel            |                 | PS              | Pierre Maurel            |                 | PS              |
| Olonzac                 | Gérard Marcouïre         |                 | DVD             | Gérard Marcouïre         |                 | DVD             |
| Roujan                  | Francis Boutes           |                 | PS              | Francis Boutes           |                 | PS              |
| Saint-Martin-de-Londres | José Sorolla             |                 | DVG             | José Sorolla             |                 | DVG             |
| Saint-Pons-de-Thomières | Kléber Mesquida          |                 | PS              | Kléber Mesquida          |                 | PS              |
| Sète-1                  | Francis Crouzet          |                 | UMP             | François Commeinhes      |                 | UMP             |
| Montpellier-4           | Louis Calmels            |                 | PS              | Patrick Vignal           |                 | PS              |
| Montpellier-6           | Christophe Moralès       |                 | PS              | Christophe Moralès       |                 | PS              |
| Montpellier-8           | Jacques Atlan            |                 | PS              | Jacques Atlan            |                 | PS              |

## Résultats par canton

### Canton d'Agde
| Candidats              | Candidats              | Étiquette              | Premier tour | Premier tour | Second tour | Second tour |
| Candidats              | Candidats              | Étiquette              | Voix         | %            | Voix        | %           |
| ---------------------- | ---------------------- | ---------------------- | ------------ | ------------ | ----------- | ----------- |
|                        | Régis Passérieux       | PS                     | 5 845        | 27,47        | 10 611      | 48,77       |
|                        | Sébastien Frey         | NC                     | 5 195        | 24,41        | 11 148      | 51,23       |
|                        | Henri Couquet          | UMP                    | 4 040        | 18,98        | Retrait     | Retrait     |
|                        | François Amoros        | FN                     | 2 271        | 10,67        |             |             |
|                        | Didier Denestebe       | MoDem                  | 2 099        | 9,86         |             |             |
|                        | Frédéric Markides      | PCF                    | 1 831        | 8,60         |             |             |
|                        |                        |                        |              |              |             |             |
| Suffrages exprimés     | Suffrages exprimés     | Suffrages exprimés     | 21 281       | 96,27        | 21 759      | 95,00       |
| Votes blancs et nuls   | Votes blancs et nuls   | Votes blancs et nuls   | 824          | 3,73         | 1 146       | 5,00        |
| Total                  | Total                  | Total                  | 22 105       | 100          | 22 905      | 100         |
| Abstentions            | Abstentions            | Abstentions            | 11 011       | 33,25        | 10 208      | 30,83       |
| Inscrits/Participation | Inscrits/Participation | Inscrits/Participation | 33 116       | 66,75        | 33 113      | 69,17       |

### Canton d'Aniane
| Candidats              | Candidats              | Étiquette              | Premier tour | Premier tour | Second tour | Second tour |
| Candidats              | Candidats              | Étiquette              | Voix         | %            | Voix        | %           |
| ---------------------- | ---------------------- | ---------------------- | ------------ | ------------ | ----------- | ----------- |
|                        | Manuel Diaz            | PCF                    | 1 392        | 29,38        | 2 524       | 58,41       |
|                        | Claude Bonnafous       | UMP                    | 1 049        | 22,14        | 1 797       | 41,59       |
|                        | Andrée Molina          | PS                     | 990          | 20,89        | Retrait     | Retrait     |
|                        | Jean-Paul Belloc       | MoDem                  | 497          | 10,49        |             |             |
|                        | Charles Maneiro        | Verts                  | 489          | 10,32        |             |             |
|                        | Paulette Aufort-Louis  | FN                     | 321          | 6,78         |             |             |
|                        |                        |                        |              |              |             |             |
| Suffrages exprimés     | Suffrages exprimés     | Suffrages exprimés     | 4 738        | 96,50        | 4 321       | 93,89       |
| Votes blancs et nuls   | Votes blancs et nuls   | Votes blancs et nuls   | 172          | 3,50         | 281         | 6,11        |
| Total                  | Total                  | Total                  | 4 910        | 100          | 4 602       | 100         |
| Abstentions            | Abstentions            | Abstentions            | 1 903        | 27,93        | 2 211       | 32,45       |
| Inscrits/Participation | Inscrits/Participation | Inscrits/Participation | 6 813        | 72,07        | 6 813       | 67,55       |

### Canton de Bédarieux
|                        | Antoine Martinez           | PS                     | 2 784 | 51,80 |  |  |
|                        | Françoise Cubells-Bousquet | PCF                    | 1 027 | 19,11 |  |  |
|                        | Jean-François Moulin       | DIV                    | 667   | 12,41 |  |  |
|                        | Jean-Claude Rouquayrol     | UMP                    | 458   | 8,52  |  |  |
|                        | Christian Olive            | Verts                  | 439   | 8,17  |  |  |
|                        |                            |                        |       |       |  |  |
| Suffrages exprimés     | Suffrages exprimés         | Suffrages exprimés     | 5 375 | 96,24 |  |  |
| Votes blancs et nuls   | Votes blancs et nuls       | Votes blancs et nuls   | 210   | 3,76  |  |  |
| Total                  | Total                      | Total                  | 5 585 | 100   |  |  |
| Abstentions            | Abstentions                | Abstentions            | 2 126 | 27,57 |  |  |
| Inscrits/Participation | Inscrits/Participation     | Inscrits/Participation | 7 711 | 72,43 |  |  |

### Canton de Béziers-1
| Candidats              | Candidats              | Étiquette              | Premier tour | Premier tour | Second tour | Second tour |
| Candidats              | Candidats              | Étiquette              | Voix         | %            | Voix        | %           |
| ---------------------- | ---------------------- | ---------------------- | ------------ | ------------ | ----------- | ----------- |
|                        | Georges Fontès         | UMP                    | 2 885        | 44,70        | 2 656       | 57,98       |
|                        | Dolorès Roque          | PS                     | 1 507        | 23,35        | 1 925       | 42,02       |
|                        | Guillaume Vouzellaud   | FN                     | 744          | 11,53        |             |             |
|                        | Guilhem Johannin       | MoDem                  | 458          | 7,10         |             |             |
|                        | Patrice Pollet         | Verts                  | 356          | 5,52         |             |             |
|                        | Christiane Vinci       | PCF                    | 338          | 5,24         |             |             |
|                        | Christophe Benoit      | EXG                    | 87           | 1,35         |             |             |
|                        | Laurent Benavent       | DVG                    | 79           | 1,22         |             |             |
|                        |                        |                        |              |              |             |             |
| Suffrages exprimés     | Suffrages exprimés     | Suffrages exprimés     | 6 454        | 96,76        | 4 581       | 95,80       |
| Votes blancs et nuls   | Votes blancs et nuls   | Votes blancs et nuls   | 216          | 3,24         | 201         | 4,20        |
| Total                  | Total                  | Total                  | 6 670        | 100          | 4 782       | 100         |
| Abstentions            | Abstentions            | Abstentions            | 6 473        | 49,25        | 8 361       | 63,62       |
| Inscrits/Participation | Inscrits/Participation | Inscrits/Participation | 13 143       | 50,75        | 13 143      | 36,38       |

### Canton de Béziers-2
| Candidats              | Candidats              | Étiquette              | Premier tour | Premier tour | Second tour | Second tour |
| Candidats              | Candidats              | Étiquette              | Voix         | %            | Voix        | %           |
| ---------------------- | ---------------------- | ---------------------- | ------------ | ------------ | ----------- | ----------- |
|                        | Gérard Gautier         | UMP                    | 5 303        | 35,99        | 6 909       | 57,81       |
|                        | Claude Zemmour         | PS                     | 3 545        | 24,06        | 5 042       | 42,19       |
|                        | Alain Ricard           | FN                     | 2 036        | 13,82        |             |             |
|                        | Jean-Louis Bosquet     | PCF                    | 1 169        | 7,93         |             |             |
|                        | Philippe Vignon        | MoDem                  | 1 166        | 7,91         |             |             |
|                        | Roger Toulza           | PRG                    | 827          | 5,61         |             |             |
|                        | Nicolas Cossange       | DVG                    | 688          | 4,67         |             |             |
|                        |                        |                        |              |              |             |             |
| Suffrages exprimés     | Suffrages exprimés     | Suffrages exprimés     | 14 734       | 94,32        | 11 951      | 93,29       |
| Votes blancs et nuls   | Votes blancs et nuls   | Votes blancs et nuls   | 888          | 5,68         | 859         | 6,71        |
| Total                  | Total                  | Total                  | 15 622       | 100          | 12 810      | 100         |
| Abstentions            | Abstentions            | Abstentions            | 8 259        | 34,58        | 11 071      | 46,36       |
| Inscrits/Participation | Inscrits/Participation | Inscrits/Participation | 23 881       | 65,42        | 23 881      | 53,64       |

### Canton de Claret
|                        | Christian Jean         | PS                     | 1 409 | 60,73 |  |  |
|                        | Jean-Pierre Loubet     | UMP                    | 798   | 34,40 |  |  |
|                        | Julia Plane            | FN                     | 113   | 4,87  |  |  |
|                        |                        |                        |       |       |  |  |
| Suffrages exprimés     | Suffrages exprimés     | Suffrages exprimés     | 2 320 | 94,27 |  |  |
| Votes blancs et nuls   | Votes blancs et nuls   | Votes blancs et nuls   | 141   | 5,73  |  |  |
| Total                  | Total                  | Total                  | 2 461 | 100   |  |  |
| Abstentions            | Abstentions            | Abstentions            | 694   | 22,00 |  |  |
| Inscrits/Participation | Inscrits/Participation | Inscrits/Participation | 3 155 | 78,00 |  |  |

### Canton de Florensac
|                        | Michel Gaudy             | PS                     | 3 073 | 61,17 |  |  |
|                        | Jean-Jacques Coustellier | DVD                    | 750   | 14,93 |  |  |
|                        | Fernand Bouty            | UMP                    | 576   | 11,46 |  |  |
|                        | François Esposito        | FN                     | 379   | 7,54  |  |  |
|                        | Roselyne Persegol        | PCF                    | 246   | 4,90  |  |  |
|                        |                          |                        |       |       |  |  |
| Suffrages exprimés     | Suffrages exprimés       | Suffrages exprimés     | 5 024 | 97,18 |  |  |
| Votes blancs et nuls   | Votes blancs et nuls     | Votes blancs et nuls   | 146   | 2,82  |  |  |
| Total                  | Total                    | Total                  | 5 170 | 100   |  |  |
| Abstentions            | Abstentions              | Abstentions            | 1 598 | 23,61 |  |  |
| Inscrits/Participation | Inscrits/Participation   | Inscrits/Participation | 6 768 | 76,39 |  |  |

### Canton de Frontignan
| Candidats              | Candidats              | Étiquette              | Premier tour | Premier tour | Second tour | Second tour |
| Candidats              | Candidats              | Étiquette              | Voix         | %            | Voix        | %           |
| ---------------------- | ---------------------- | ---------------------- | ------------ | ------------ | ----------- | ----------- |
|                        | Pierre Bouldoire       | PS                     | 8 031        | 35,92        | 13 038      | 64,21       |
|                        | Didier Sauvaire        | UMP                    | 6 442        | 28,81        | 7 268       | 35,79       |
|                        | Josianne Collerais     | PCF                    | 5 556        | 24,85        | Retrait     | Retrait     |
|                        | Hélène Zouroudis       | FN                     | 2 329        | 10,42        |             |             |
|                        |                        |                        |              |              |             |             |
| Suffrages exprimés     | Suffrages exprimés     | Suffrages exprimés     | 22 358       | 96,41        | 20 306      | 95,09       |
| Votes blancs et nuls   | Votes blancs et nuls   | Votes blancs et nuls   | 833          | 3,59         | 1 048       | 4,91        |
| Total                  | Total                  | Total                  | 23 191       | 100          | 21 354      | 100         |
| Abstentions            | Abstentions            | Abstentions            | 10 881       | 31,94        | 12 718      | 37,33       |
| Inscrits/Participation | Inscrits/Participation | Inscrits/Participation | 34 072       | 68,06        | 34 072      | 62,67       |

### Canton de Gignac
|                        | Louis Villaret         | DVG                    | 6 604  | 52,58 |  |  |
|                        | Arnauld Carpier        | PCF                    | 2 812  | 22,39 |  |  |
|                        | David Mendel           | UMP                    | 3 144  | 25,03 |  |  |
|                        |                        |                        |        |       |  |  |
| Suffrages exprimés     | Suffrages exprimés     | Suffrages exprimés     | 12 560 | 94,86 |  |  |
| Votes blancs et nuls   | Votes blancs et nuls   | Votes blancs et nuls   | 680    | 5,14  |  |  |
| Total                  | Total                  | Total                  | 13 240 | 100   |  |  |
| Abstentions            | Abstentions            | Abstentions            | 4 819  | 26,68 |  |  |
| Inscrits/Participation | Inscrits/Participation | Inscrits/Participation | 18 059 | 73,32 |  |  |

### Canton de Lodève
| Candidats              | Candidats                | Étiquette              | Premier tour | Premier tour | Second tour | Second tour |
| Candidats              | Candidats                | Étiquette              | Voix         | %            | Voix        | %           |
| ---------------------- | ------------------------ | ---------------------- | ------------ | ------------ | ----------- | ----------- |
|                        | Marie-Christine Bousquet | PS                     | 3 190        | 47,27        | 4 220       | 64,14       |
|                        | Yvan Ponce               | UMP                    | 1 793        | 26,57        | 2 359       | 35,86       |
|                        | Pierre Guiraud           | DIV                    | 579          | 8,58         |             |             |
|                        | France Jamet             | FN                     | 395          | 5,85         |             |             |
|                        | Gérard Saez              | Verts                  | 296          | 4,39         |             |             |
|                        | Jean-François Losse      | MoDem                  | 285          | 4,22         |             |             |
|                        | Lucienne Da-Silva        | PCF                    | 210          | 3,11         |             |             |
|                        |                          |                        |              |              |             |             |
| Suffrages exprimés     | Suffrages exprimés       | Suffrages exprimés     | 6 748        | 97,02        | 6 579       | 96,09       |
| Votes blancs et nuls   | Votes blancs et nuls     | Votes blancs et nuls   | 207          | 2,98         | 268         | 3,91        |
| Total                  | Total                    | Total                  | 6 955        | 100          | 6 847       | 100         |
| Abstentions            | Abstentions              | Abstentions            | 2 288        | 24,75        | 2 391       | 25,88       |
| Inscrits/Participation | Inscrits/Participation   | Inscrits/Participation | 9 243        | 75,25        | 9 238       | 74,12       |

### Canton de Lunas
| Candidats              | Candidats              | Étiquette              | Premier tour | Premier tour | Second tour | Second tour |
| Candidats              | Candidats              | Étiquette              | Voix         | %            | Voix        | %           |
| ---------------------- | ---------------------- | ---------------------- | ------------ | ------------ | ----------- | ----------- |
|                        | Rémy Paillès           | DVG                    | 1 086        | 40,28        | 1 213       | 59,84       |
|                        | Guy Caballe            | PS                     | 809          | 30,01        | Retrait     | Retrait     |
|                        | Jean-Paul Arnaud       | DVG                    | 635          | 23,55        | 814         | 40,16       |
|                        | Laurent Saint-Aubin    | FN                     | 166          | 6,16         |             |             |
|                        |                        |                        |              |              |             |             |
| Suffrages exprimés     | Suffrages exprimés     | Suffrages exprimés     | 2 696        | 96,80        | 2 027       | 92,05       |
| Votes blancs et nuls   | Votes blancs et nuls   | Votes blancs et nuls   | 89           | 3,20         | 175         | 7,95        |
| Total                  | Total                  | Total                  | 2 785        | 100          | 2 202       | 100         |
| Abstentions            | Abstentions            | Abstentions            | 639          | 18,66        | 1 222       | 35,69       |
| Inscrits/Participation | Inscrits/Participation | Inscrits/Participation | 3 424        | 81,34        | 3 424       | 64,31       |

### Canton de Mèze
| Candidats              | Candidats              | Étiquette              | Premier tour | Premier tour | Second tour | Second tour |
| Candidats              | Candidats              | Étiquette              | Voix         | %            | Voix        | %           |
| ---------------------- | ---------------------- | ---------------------- | ------------ | ------------ | ----------- | ----------- |
|                        | Christophe Morgo       | DIV                    | 6 590        | 43,61        | 9 583       | 72,04       |
|                        | Thierry Baëza          | Verts                  | 2 271        | 15,03        | 3 720       | 27,96       |
|                        | Henri Barthelemy       | PS                     | 1 908        | 12,63        |             |             |
|                        | Marie-Chantal Tudesq   | UMP                    | 1 730        | 11,45        |             |             |
|                        | Jean-Claude Martinez   | FN                     | 1 102        | 7,29         |             |             |
|                        | Colette Subirats       | PCF                    | 1 031        | 6,82         |             |             |
|                        | Jean-Paul Legrand      | MoDem                  | 478          | 3,16         |             |             |
|                        |                        |                        |              |              |             |             |
| Suffrages exprimés     | Suffrages exprimés     | Suffrages exprimés     | 15 110       | 97,32        | 13 303      | 95,33       |
| Votes blancs et nuls   | Votes blancs et nuls   | Votes blancs et nuls   | 416          | 2,68         | 652         | 4,67        |
| Total                  | Total                  | Total                  | 15 526       | 100          | 13 955      | 100         |
| Abstentions            | Abstentions            | Abstentions            | 7 104        | 31,39        | 8 677       | 38,34       |
| Inscrits/Participation | Inscrits/Participation | Inscrits/Participation | 22 630       | 68,61        | 22 632      | 61,66       |

### Canton de Montagnac
| Candidats              | Candidats                 | Étiquette              | Premier tour | Premier tour | Second tour | Second tour |
| Candidats              | Candidats                 | Étiquette              | Voix         | %            | Voix        | %           |
| ---------------------- | ------------------------- | ---------------------- | ------------ | ------------ | ----------- | ----------- |
|                        | Roger Fages               | DVD                    | 2 935        | 49,38        | 2 795       | 58,72       |
|                        | Yves Navarro              | PS                     | 1 781        | 29,96        | 1 965       | 41,28       |
|                        | Maryse Kerampran Martinez | PCF                    | 637          | 10,72        |             |             |
|                        | Lucien Farnet             | FN                     | 591          | 9,94         |             |             |
|                        |                           |                        |              |              |             |             |
| Suffrages exprimés     | Suffrages exprimés        | Suffrages exprimés     | 5 944        | 95,53        | 4 760       | 95,18       |
| Votes blancs et nuls   | Votes blancs et nuls      | Votes blancs et nuls   | 278          | 4,47         | 241         | 4,82        |
| Total                  | Total                     | Total                  | 6 222        | 100          | 5 001       | 100         |
| Abstentions            | Abstentions               | Abstentions            | 1 681        | 21,27        | 2 902       | 36,72       |
| Inscrits/Participation | Inscrits/Participation    | Inscrits/Participation | 7 903        | 78,73        | 7 903       | 63,28       |

### Canton de Montpellier-1
| Candidats              | Candidats              | Étiquette              | Premier tour | Premier tour | Second tour | Second tour |
| Candidats              | Candidats              | Étiquette              | Voix         | %            | Voix        | %           |
| ---------------------- | ---------------------- | ---------------------- | ------------ | ------------ | ----------- | ----------- |
|                        | Michel Guibal          | PS                     | 2 373        | 38,35        | 2 537       | 41,25       |
|                        | Marie Francalanci      | UMP                    | 1 555        | 25,13        | 1 725       | 28,04       |
|                        | Jean-Louis Roumégas    | Verts                  | 1 549        | 25,04        | 1 889       | 30,71       |
|                        | Jean-Louis Marcicek    | PCF                    | 418          | 6,76         |             |             |
|                        | Charles Galtier        | FN                     | 292          | 4,72         |             |             |
|                        |                        |                        |              |              |             |             |
| Suffrages exprimés     | Suffrages exprimés     | Suffrages exprimés     | 6 187        | 97,82        | 6 151       | 97,84       |
| Votes blancs et nuls   | Votes blancs et nuls   | Votes blancs et nuls   | 138          | 2,18         | 136         | 2,16        |
| Total                  | Total                  | Total                  | 6 325        | 100          | 6 287       | 100         |
| Abstentions            | Abstentions            | Abstentions            | 7 404        | 53,93        | 7 443       | 54,21       |
| Inscrits/Participation | Inscrits/Participation | Inscrits/Participation | 13 729       | 46,07        | 13 730      | 45,79       |

### Canton de Montpellier-2
| Candidats              | Candidats              | Étiquette              | Premier tour | Premier tour | Second tour | Second tour |
| Candidats              | Candidats              | Étiquette              | Voix         | %            | Voix        | %           |
| ---------------------- | ---------------------- | ---------------------- | ------------ | ------------ | ----------- | ----------- |
|                        | Pierre Maurel          | PS                     | 3 938        | 43,87        | 3 932       | 49,00       |
|                        | Nancy Canaud           | UMP                    | 2 555        | 28,46        | 2 496       | 31,10       |
|                        | Thierry Teulade        | Verts                  | 1 620        | 18,05        | 1 597       | 19,90       |
|                        | Claude Avenante        | PCF                    | 481          | 5,36         |             |             |
|                        | Louis Lucas            | FN                     | 383          | 4,27         |             |             |
|                        |                        |                        |              |              |             |             |
| Suffrages exprimés     | Suffrages exprimés     | Suffrages exprimés     | 8 977        | 97,59        | 8 025       | 98,09       |
| Votes blancs et nuls   | Votes blancs et nuls   | Votes blancs et nuls   | 222          | 2,41         | 156         | 1,91        |
| Total                  | Total                  | Total                  | 9 199        | 100          | 8 181       | 100         |
| Abstentions            | Abstentions            | Abstentions            | 6 584        | 41,72        | 7 602       | 48,17       |
| Inscrits/Participation | Inscrits/Participation | Inscrits/Participation | 15 783       | 58,28        | 15 783      | 51,83       |

### Canton de Montpellier-4
| Candidats              | Candidats              | Étiquette              | Premier tour | Premier tour | Second tour | Second tour |
| Candidats              | Candidats              | Étiquette              | Voix         | %            | Voix        | %           |
| ---------------------- | ---------------------- | ---------------------- | ------------ | ------------ | ----------- | ----------- |
|                        | Patrick Vignal         | PS                     | 3 734        | 42,69        | 5 581       | 65,97       |
|                        | Sauveur Tortorici      | NC                     | 2 043        | 23,36        | 2 879       | 34,03       |
|                        | Nicole Moschetti-Stamm | Verts                  | 1 388        | 15,87        |             |             |
|                        | Nicole Villaret        | MoDem                  | 562          | 6,43         |             |             |
|                        | Brigitte Berger        | FN                     | 538          | 6,15         |             |             |
|                        | Mathieu Pradel-Boggio  | PCF                    | 393          | 4,49         |             |             |
|                        | Yedi Serfati           | DVG                    | 88           | 1,01         |             |             |
|                        |                        |                        |              |              |             |             |
| Suffrages exprimés     | Suffrages exprimés     | Suffrages exprimés     | 8 746        | 96,66        | 8 460       | 95,1        |
| Votes blancs et nuls   | Votes blancs et nuls   | Votes blancs et nuls   | 302          | 3,34         | 436         | 4,90        |
| Total                  | Total                  | Total                  | 9 048        | 100          | 8 896       | 100         |
| Abstentions            | Abstentions            | Abstentions            | 7 931        | 46,71        | 8 083       | 47,61       |
| Inscrits/Participation | Inscrits/Participation | Inscrits/Participation | 16 979       | 53,29        | 16 979      | 52,39       |

### Canton de Montpellier-6
|                        | Christophe Moralès      | PS                     | 3 661  | 53,13 |  |  |
|                        | Christian Dumont        | UMP                    | 1 659  | 24,07 |  |  |
|                        | Claudine Troadec-Robert | PCF                    | 283    | 4,11  |  |  |
|                        | Nathalie Medeiros       | Verts                  | 662    | 9,61  |  |  |
|                        | Alain Jamet             | FN                     | 626    | 9,08  |  |  |
|                        |                         |                        |        |       |  |  |
| Suffrages exprimés     | Suffrages exprimés      | Suffrages exprimés     | 6 891  | 97,19 |  |  |
| Votes blancs et nuls   | Votes blancs et nuls    | Votes blancs et nuls   | 199    | 2,81  |  |  |
| Total                  | Total                   | Total                  | 7 090  | 100   |  |  |
| Abstentions            | Abstentions             | Abstentions            | 5 461  | 43,51 |  |  |
| Inscrits/Participation | Inscrits/Participation  | Inscrits/Participation | 12 551 | 56,49 |  |  |

### Canton de Montpellier-8
| Candidats              | Candidats              | Étiquette              | Premier tour | Premier tour | Second tour | Second tour |
| Candidats              | Candidats              | Étiquette              | Voix         | %            | Voix        | %           |
| ---------------------- | ---------------------- | ---------------------- | ------------ | ------------ | ----------- | ----------- |
|                        | Jacques Atlan          | PS                     | 4 244        | 32,18        | 5 609       | 42,54       |
|                        | Jean-Claude Prioux     | UMP                    | 2 835        | 21,50        | 4 028       | 30,55       |
|                        | Michel Lentheric       | Verts                  | 2 545        | 19,30        | 3 547       | 26,9        |
|                        | Éric Petit             | MoDem                  | 1 402        | 10,63        |             |             |
|                        | Najia El Morsli        | PCF                    | 958          | 7,26         |             |             |
|                        | Francis Cabanne        | FN                     | 1 204        | 9,13         |             |             |
|                        |                        |                        |              |              |             |             |
| Suffrages exprimés     | Suffrages exprimés     | Suffrages exprimés     | 13 188       | 96,74        | 13 184      | 95,72       |
| Votes blancs et nuls   | Votes blancs et nuls   | Votes blancs et nuls   | 444          | 3,26         | 590         | 4,28        |
| Total                  | Total                  | Total                  | 13 632       | 100          | 13 774      | 100         |
| Abstentions            | Abstentions            | Abstentions            | 9 629        | 41,40        | 9 487       | 40,79       |
| Inscrits/Participation | Inscrits/Participation | Inscrits/Participation | 23 261       | 58,60        | 23 261      | 59,21       |

### Canton d'Olonzac
|                        | Gérard Marcouïre       | DVD                    | 1 849 | 55,19 |  |  |
|                        | Martine Olmos          | PS                     | 1 107 | 33,04 |  |  |
|                        | Gérard Lombarde        | DIV                    | 394   | 11,76 |  |  |
|                        |                        |                        |       |       |  |  |
| Suffrages exprimés     | Suffrages exprimés     | Suffrages exprimés     | 3 350 | 96,40 |  |  |
| Votes blancs et nuls   | Votes blancs et nuls   | Votes blancs et nuls   | 125   | 3,60  |  |  |
| Total                  | Total                  | Total                  | 3 475 | 100   |  |  |
| Abstentions            | Abstentions            | Abstentions            | 791   | 18,54 |  |  |
| Inscrits/Participation | Inscrits/Participation | Inscrits/Participation | 4 266 | 81,46 |  |  |

### Canton de Roujan
|                        | Francis Boutes         | PS                     | 3 033 | 66,43 |  |  |
|                        | Pascal Bouchind Homme  | DIV                    | 803   | 17,59 |  |  |
|                        | Renée Vergnes          | PCF                    | 730   | 15,99 |  |  |
|                        |                        |                        |       |       |  |  |
| Suffrages exprimés     | Suffrages exprimés     | Suffrages exprimés     | 4 566 | 94,14 |  |  |
| Votes blancs et nuls   | Votes blancs et nuls   | Votes blancs et nuls   | 284   | 5,86  |  |  |
| Total                  | Total                  | Total                  | 4 850 | 100   |  |  |
| Abstentions            | Abstentions            | Abstentions            | 1 460 | 23,14 |  |  |
| Inscrits/Participation | Inscrits/Participation | Inscrits/Participation | 6 310 | 76,86 |  |  |

### Canton de Saint-Martin-de-Londres
|                        | José Sorolla           | DVG                    | 2 152 | 73,37 |  |  |
|                        | Jean-Pierre Monteil    | UMP                    | 585   | 19,95 |  |  |
|                        | Alain Plane            | FN                     | 196   | 6,68  |  |  |
|                        |                        |                        |       |       |  |  |
| Suffrages exprimés     | Suffrages exprimés     | Suffrages exprimés     | 2 933 | 95,13 |  |  |
| Votes blancs et nuls   | Votes blancs et nuls   | Votes blancs et nuls   | 150   | 4,87  |  |  |
| Total                  | Total                  | Total                  | 3 083 | 100   |  |  |
| Abstentions            | Abstentions            | Abstentions            | 861   | 21,83 |  |  |
| Inscrits/Participation | Inscrits/Participation | Inscrits/Participation | 3 944 | 78,17 |  |  |

### Canton de Saint-Pons-de-Thomières
|                        | Kléber Mesquida        | PS                     | 1 789 | 83,29 |  |  |
|                        | Philippe Delmotte      | FN                     | 359   | 16,71 |  |  |
|                        |                        |                        |       |       |  |  |
| Suffrages exprimés     | Suffrages exprimés     | Suffrages exprimés     | 2 148 | 87,92 |  |  |
| Votes blancs et nuls   | Votes blancs et nuls   | Votes blancs et nuls   | 295   | 12,08 |  |  |
| Total                  | Total                  | Total                  | 2 443 | 100   |  |  |
| Abstentions            | Abstentions            | Abstentions            | 739   | 23,22 |  |  |
| Inscrits/Participation | Inscrits/Participation | Inscrits/Participation | 3 182 | 76,78 |  |  |

### Canton de Sète-1
| Candidats              | Candidats              | Étiquette              | Premier tour | Premier tour | Second tour | Second tour |
| Candidats              | Candidats              | Étiquette              | Voix         | %            | Voix        | %           |
| ---------------------- | ---------------------- | ---------------------- | ------------ | ------------ | ----------- | ----------- |
|                        | François Commeinhes    | UMP                    | 4 403        | 42,60        | 5 808       | 55,57       |
|                        | André Lubrano          | PS                     | 2 145        | 20,75        | 4 644       | 44,43       |
|                        | Lucette Roig           | PCF                    | 1 387        | 13,42        |             |             |
|                        | Roselyne Bälher        | Verts                  | 1 030        | 9,97         |             |             |
|                        | Michel Brel            | DIV                    | 781          | 7,56         |             |             |
|                        | Jean-Louis Mailhac     | FN                     | 589          | 5,70         |             |             |
|                        |                        |                        |              |              |             |             |
| Suffrages exprimés     | Suffrages exprimés     | Suffrages exprimés     | 10 335       | 97,56        | 10 452      | 92,75       |
| Votes blancs et nuls   | Votes blancs et nuls   | Votes blancs et nuls   | 259          | 2,44         | 817         | 7,25        |
| Total                  | Total                  | Total                  | 10 594       | 100          | 11 269      | 100         |
| Abstentions            | Abstentions            | Abstentions            | 4 830        | 31,31        | 4 154       | 26,93       |
| Inscrits/Participation | Inscrits/Participation | Inscrits/Participation | 15 424       | 68,69        | 15 423      | 73,07       |